# Полевик (мифология)
Полеви́к, полево́й (бел. паляві́к, укр. польови́к) — дух-хозяин поля в мифологии восточных славян. Представления о полевике встречались редко, и, соответственно, дошедший до нас образ довольно смутен.
Он описывается в основном как человекоподобное существо с отдельными животными, растительными и демоничными чертами, которого иногда сопровождает сильный ветер и искры или огоньки. Обычно считалось, что на каждом поле должен быть один и единственный полевик, обитающий в различных неровностях рельефа. Время его активности чаще приходится на полдень или знойный день. Есть отрывочные представления о том, что полевик охранял поле, влиял на его плодородие и благополучие пасущегося на нём скота.
В некоторых местах к полевому обращались с просьбой приглядеть за пасущейся скотиной, а кое-где ему приносили дары, чтобы он поблагоприятствовал хорошему урожаю. К человеку полевой относился в основном враждебно: мог напугать, сбить с дороги и даже убить, а также навредить скотине и посевам.
К образу полевика примыкают образы редко упоминаемых луговика, межевика и его жены полевой хозяйки. У полевика есть много общего с полудницей, лешим и некоторыми другими мифологическими персонажами. Полевик также является героем литературных сказок.

## Распространение мифа и наименования
Запечатлённый исследователями образ полевика довольно расплывчат, бледен и бесформен. Народные поверья о полевом были значительно менее распространены, чем поверья о таких хозяевах мест как водяной, домовой или леший. Былички и бывальщины о встрече с ним также редки. Представления о полевых встречались далеко не везде, преимущественно в регионах, значительную часть территории которых занимали поля. Упоминания о полевом зафиксированы в северо-западных и южных областях России (Вологодская, Ярославская, Новгородская, Смоленская, Орловская, Тульская, Рязанская, Калужская, Белгородская, Курская области), в северо-восточных областях Беларуси (Витебская, Могилёвская области) и в некоторых областях Украины (Харьковская, Винницкая области).
Названия духа однотипны и отражают его связь с полем: русские — полеви́к, полево́й, дедушко-полёвушко, дедко полевой (вологодское), полевой хозяин (ярославское), полевой батюшко (новгородское); белорусские — паляві́к, палявы́; украинские — польови́к, польови́й чорт. Помимо этого упоминаются названия житный дед и вольно́й (ярославское).

## Внешний облик
Представления о внешнем виде полевика довольно разнообразны, хотя народная фантазия рисовала его в основном человекоподобным, но, наряду с другими славянскими мифическими персонажами, с животными и растительными чертами, а также признаками нечистой силы. Его могли представлять как длинноногого мужичка, обросшего шерстью огненного цвета, с выпученными глазами, рожками, длинным хвостом с кисточкой на конце, бородой из колосьев. Украинцы также считали, что у него уши как у телёнка, когти, большие зубы и крылья. В Новгородской губернии думали, что полевой одет во всё белое, что он седой, также и на Украине представляли, что он весь белый как снег, или что он старик с белой бородой. В Беларуси полевика изображали в длинной одежде, в лаптях и с тростью в руках. В Орловской губернии, напротив, его описывали как нагого, чёрного как земля человека с волосами-травой и разноцветными глазами (олицетворение поля). В быличках и бывальщинах полевой может принимать вид как молодого «здоровенного малого», так и маленького уродливого старичка, может прикинуться знакомым или животным (например, быком или козлом), может менять свой рост в зависимости от окружающей растительности. Полевой умеет разговаривать по-человечески.
Считалось, что полевого сопровождает сильный порывистый ветер, вихрь. Иногда ветреную погоду связывали с тем, что полевой дует или свистит. Он может поднимать пыль кисточкой своего хвоста, чтобы стать незаметным. Полевой связан и с огненной стихией, так в Ярославской губернии считалось, что он проносится на тройке по селу перед пожаром. Полевой может перемещаться очень быстро, отчего человеку кажется, что он видит не его шкуру огненного цвета, а пролетающие искры. Были также представления, что полевой днём выглядит как маленький человечек, а ночью — как мелькающий огонёк. М. Н. Власова и, вслед за ней, Е. Л. Мадлевская считают, что полевик связан с «огнём (искрами пламени) и движением солнца, с полднем и временем летнего расцвета земли. Он персонифицированный полдневный свет и жар, способствующий росту хлебов, но оборачивающийся и пожаром». Е. Е. Левкиевская «соотносит этот персонаж с солярным культом».

## Образ жизни
Считалось, что полевой обитает в полях на пригорках, в оврагах, среди камней, валяющихся по краям поля, у межевых столбов и ям, у деревьев и кустарников посреди поля, иногда в лесу. В Ярославской губернии его местообитанием считали также перекрёстки. В Витебской губернии считали, что полевики не любят сырости и поэтому в половодье и во время дождей поднимаются на возвышенные места. На Русском Севере было поверье, что у каждого поля должен быть собственный полевик, а в Орловской губернии — что в угодьях каждой деревни обитают по четыре полевика, в Витебской губернии, напротив, предполагали, что один полевик может хозяйствовать на полях нескольких смежных деревень, между которыми нет водных или лесных преград. Согласно поверьям, полевой охраняет поле, влияет на его плодородие, цветение и урожай хлебов, благополучие пасущегося на поле скота, сторожит зарытые на нём клады. В Беларуси считали, что богатый урожай радует полевика, а неурожай — сердит.
По разным представлениям, полевого можно встретить или в полдень, или в очень жаркий день, или перед закатом, или лунной ночью, или в полночь. Согласно украинским поверьям, полевого можно увидеть только тогда, когда он спит. В Витебской губернии считали, что полевики активно общаются между собой, ходят друг к другу в гости, совместно пугают людей, перекликаются, особенно тихими ночами. Полевой любит проноситься по меже на сером коне или тройке. В Орловской губернии бытовало представление, что полевик изобрёл алкогольные напитки (обычно это приписывается чёрту).
Представления о происхождении полевых не отличаются от представлений о происхождении остальной нечистой силы: это свергнутые Богом с небес ангелы из войска Сатанаила, упавшие на поля. Согласно легенде из Винницкой области, полевые были чертями, которые свалились на поля с башни, построенной ими, чтобы сравняться с богом.

## Полевик и человек
Образ полевика как хозяина поля размыт, лишь иногда он отчётливо соотносится с полем и полевыми работами. На Русском Севере при выгоне скотины на пастбище к нему обращались с просьбой позаботиться о ней, а когда забирали её обратно, то благодарили за сохранность. Если пасущаяся скотина пропадала, то к полевому обращались с просьбой вернуть её, при этом ему приносился дар, который кидали через правое плечо, — кусок хлеба и три копейки. Чтобы обеспечить благосклонность полевика, ему могли приносить небольшие жертвы, так, в Орловской губернии зафиксирован обычай оставлять накануне Духова дня в поле около рвов пару яиц и украденного у соседей безголосого петуха. Существовали поверья, что во время жатвы полевики убегают от серпа и прячутся в тех колосьях, которые остались на ниве несжатыми, пока в конце концов не оказываются в последнем дожатом снопе, который играл у крестьян ритуальную роль. В Вологодской и Ярославской губерниях по окончании жатвы для полевика оставляли горсть несжатых колосьев. По мнению В. А. Василевича, представление о полевике как о покровителе плодородия отразилось в белорусских народных орнаментах из квадратов, прямоугольников, восьмигранников и ромбов.
Согласно народным представления, полевой в целом враждебен по отношению к человеку и опасен для него. Он, подобно лешему, может сбивать с дороги, заводя в болото или реку (где иногда топит), заставляет блуждать, укладывает спать на куче камней или сельскохозяйственных отходов или в грязи. Особенно часто его жертвами становились те, кто ругается на поле, пьяные пахари и собирающие полевые цветы дети. Не понравившихся людей полевой пугает громкими эхом, свистом и хлопаньем в ладоши, неразборчивым пением, огромной тенью, как будто гонящейся за человеком, мелькающими искрами, кидается головешками. Однако, в Новгородской губернии считали, что полевик хоть и «пугает, но не трогает».
Считалось, что полевой мог наслать на человека солнечный удар, лихорадку и другие тяжёлые болезни, в частности на тех, кто ложится спать в поле на солнцепёке, особенно в полдень, или на тех, кто засыпает в поле перед закатом. Запрещалось спать на меже, так как спящего мог задавить конём, отстегать плетью или забрать с собой полевой или задушить его дети межевички. Полевого было легко рассердить, что проявлялось в том, что он мучил скот (насылал на него кровососущих насекомых и болезни, «пролетая» в его уши) и даже губил его, портил посевы (приваливал и скручивал растения, насылал на них вредителей и приманивал скотину, отводил дождь, сеял сорняки), разрушал изгороди на полях. В Витебской губернии утверждали, что хотя полевики почти бездействуют зимой, иногда они сходятся, чтобы запорошить дороги, занести снегом канавы и рытвины, в которые потом может угодить человек, «водить» путника, пока он не замёрзнет до смерти. Рассказывали также, что полевой может сесть в сани, так что лошадь не может их везти. В Смоленской губернии указывали, что полевой насылает «нездоровые ветры». Увидеть или услышать полевого считалось дурной приметой. Впрочем, как отмечает С. А. Токарев, поле несло для крестьянина гораздо меньше опасностей, не считалось враждебной стихией, в связи с чем и редки упоминания об агрессивном духе полей. Против полевика, как и остальной нечисти, может помочь молитва.
Но есть истории, в которых полевой предупреждает человека об опасности, например грядущей грозе, полевая помогает заблудившемуся найти дорогу (Кубань). В Беларуси существовала легенда, рассказывающая о том, как два голодных путника попросили у полевика хлеба, но он поделился только с тем, у которого были трудовые мозоли на руках. Белорусы обращались к полевому царю / хозяину в заговорах от различных болезней и прочих напастей.

## Родственные и схожие персонажи
Народное воображение иногда наделяло полевика женой — поля́хой, полевой хозяйкой, полевой матушкой и детьми. Упоминания полевой хозяйки отрывочны и чаще встречаются в паре с упоминанием полевого в почтительных обращениях. Зафиксировано представление о ней как о маленьком уродливом человечке и единичное отождествление её с птицей. В разных губерниях был популярен сюжет о встрече крестьянки в поле с умирающей поляхой или полевым, которые просили передать об их смерти домовой или домовому. Детьми полевиков иногда считали межевичков и луговичков, которые бегали по межам, ловя птиц в пищу себе и родителям; но в других местностях они рассматривалась как самостоятельные персонажи, связанные с соответствующими названию местами.
Близок к полевику лугови́к — дух луга, упоминания о котором очень редки. В Тульской губернии луговиков представляли мохнатыми и обитающими в норах, считалось, что они насылают болезни на тех, кто спит на поле в полдень и перед закатом.
Близким полевику духом является также редко упоминаемый межеви́к, межево́й, межник (гомельское), который обитает на границе поля — меже — и иногда может рассматриваться как самостоятельный персонаж. В Орловской губернии его представляли в виде старичка с бородой из колосьев. В качестве дара ему приносили кутью из зёрен первого сжатого снопа. Считалось, что на меже нельзя строить дом, так как межевой не даст спокойно жить, впервые это поверье упоминается уже в XVII веке.
Ряд общих признаков с полевиком имеет полудница — персонификация полдня как опасного для человека пограничного времени суток: связь с полем, полднем, солнечным жаром, ветром, вихрем, враждебность к человеку, принуждение его блуждать, белые одежды. Э. В. Померанцева считала даже, что их можно рассматривать «как две ипостаси — мужскую и женскую, единого представления о полевом духе».
В ряде регионов (Новгородская, Ярославская, Смоленская, Вологодская области) представления о полевике смешивались с представлениями о лешем: рассказывали, что он, подобно лешему, живёт в лесу, заводит в лес, «песни поёт», «водит» людей, «всяким может показаться: и молоденьким, и старым, даже знакомым человеком», ковыряет лапти (Рязанская губерния). Такое смешение, вероятно, было вызвано расположением полей среди лесов и тем, что защитниками скотины считались как полевые, так и лесные духи. Н. А. Криничная предполагает отделение полевого от лешего в процессе отхода людей от подсечно-огневого земледелия (обособления поля от леса) и повторное слияние с ним при растворении мифологической традиции.
Сходство с полевиком имеют сидящий в кукурузе житной дед и украинская залізна баба и зооморфные духи пашни в облике козла, быка и др.. В некоторых описаниях внешнего вида полевого присутствуют явные атрибуты чёрта: шерсть, рожки, хвост. Защита полей от различных мистических сил сближает полевика с русалками, которые появляются в цветущем жите. В быличках об утоплении людей полевик напоминает водяного. В Орловской губернии образ полевика был близок образу домового, его даже называли «полевым домовым». Помимо указанных персонажей в поле могут появляться ряжица и кудельница.
Полевой не стал в народных представлениях полноправным хозяином поля, вероятно, потому, что вплоть до начала XX века крестьяне одушевляли и почитали как дарующую урожай саму землю, поле, кроме того, его образ был подавлен такими покровителями поля и дарителями плодородия как Богородица и святые Илья и Николай, к тому же в лесных местностях покровителем полей нередко становился леший.
Поверья о полевых духах характерны, помимо восточных славян, для немецкого, литовского, удмуртского (лудмурт) и других народов.

## В художественных произведениях
Полевик наряду с другими мифологическими персонажами стал героем ряда литературных сказок, основанных на славянском фольклоре. Например, в сказке Н. С. Лескова «Час воли божией» (1890) старик Полевик один из трёх древних пустынников, которые, отжив своё, уже долгие годы живут только тем, что молятся за царство, в котором они живут; он закопал себя «в землю по пояс и терпит, как его гложет сыпучий червь, а сам кушает только козявочек, которые сами ему в рот вползут». А в сказке А. Н. Толстого «Полевик» (1909, цикл «Русалочьи сказки») заглавный герой длинный, соломенный, ноги тонкие, он напоминает старого ворчливого деда, который заботится, чтобы люди не ленились — ведь рожь ещё не домолочена, он тоскует среди голого поля и ложится на зиму в канаву, где его заносит снегом.